# Jérôme Lemay
Pour les articles homonymes, voir Lemay.
Jérôme Lemay (né le 22 août 1933 à Saint-Placide, Témiscamingue - mort le 20 avril 2011 à Laval) est un auteur-compositeur-interprète et humoriste québécois. Il est surtout connu comme l'un des membres du groupe des Jérolas avec Jean Lapointe. Il est aussi pilote d'avions de brousse.

## Biographie
Jérôme Lemay naît à Saint-Placide (aujourd'hui Béarn), au Témiscamingue, le 22 août 1933, dixième d'une famille de onze enfants. Sa cadette Jacqueline fait elle aussi carrière dans la chanson.

## Les Jérolas
Les Jérolas font équipe de 1955 à 1974. Le duo connaît un grand succès à l'échelle nationale et internationale, notamment aux États-Unis à l'émission de télévision The Ed Sullivan Show et en France à l'Olympia de Paris. Après leur séparation en 1974, Jean Lapointe et Jérôme Lemay mènent chacun une carrière solo, jusqu'à des reprises sporadiques dans les années 1990 : apparition au Festival Juste pour Rire de 1993, « tournée d'adieu » en 1994, à Québec, Montréal et Ottawa, au Patriote de Sainte-Agathe, à l'été 1998, à Hull en 1999.
Le groupe tente une relance au début de 2011 mais, après quelque dix représentations, la tournée prévue est compromise par des problèmes de santé de Jérôme Lemay qui, à 77 ans et veuf depuis moins d'un an, souffrirait d'anémie. Hospitalisé depuis lors à l'hôpital Cité-de-la-Santé, à Laval, Lemay y meurt dans la nuit du 20 au 21 avril 2011, victime d'un cancer à l'âge de 77 ans.
Jérôme Lemay était l'un des deux porte-paroles honoraires de la Société de l'arthrite - Division du Québec, l'autre étant son partenaire Jean Lapointe.